# 사랑의 불시착
《사랑의 불시착》은 tvN에서 2019년 12월 14일부터 2020년 2월 16일까지 방영된 tvN 토일 드라마이다.

## 기획의도
어느날 돌풍과 함께 패러글라이딩 사고로 북한에 불시착한 재벌 상속녀이자 독자적인 최고의 브랜드 세리스초이스의 대표 윤세리와 그녀를 숨기고 지키려다 사랑하게 되는 북한 장교 중대장 리정혁의 사랑이야기.

## 제작진

### 연출
- 이정효 :

- 김희원 :

- 김나영 :

### 극본
- 박지은 : ( KBS2 금요 드라마 《부부클리닉 - 사랑과 전쟁 Part Ⅰ》(공동집필), KBS2 코미디 프로그램 《시사터치 코미디 파일》(공동집필), KBS2 일일 시트콤 《멋진 친구들》(공동집필), KBS2 이색극장 《두 남자 이야기》(공동연출), KBS2 예능프로그램 《러브스토리》(공동집필), KBS2 일일 시트콤 《달래네 집》(공동집필), KBS2 일일 시트콤 《웃는 얼굴로 돌아보라》(공동집필), KBS1 시사교양프로그램 《UHD 역사스페셜》(집필), SBS 주말 미니시리즈 《칼잡이 오수정》(공동집필), MBC 월화 미니시리즈 《내조의 여왕》(집필), MBC 월화 미니시리즈 《역전의 여왕》(집필), KBS2 주말연속극 《넝쿨째 굴러온 당신》(집필), SBS 드라마스페셜 《별에서 온 그대》(집필), KBS2 금토 미니시리즈 《프로듀사》(공동집필), SBS 드라마스페셜 《푸른 바다의 전설》(집필) 등 집필 )

## 등장 인물

### 주요 인물
- 현빈 : 리정혁(32세) 역

북한의 대위, 총정치국장의 아들. 음악적 천재성을 지니고 있으며 피아노 전공으로 스위스에서 유학중이었으나 갑자기 형의 사망 소식을 듣고 귀국한다. 음악적으로 뛰어났지만 아버지의 뒤를 이어 군인이 된 형 무혁에게 항상 미안한 감정을 가지고 있었다. 음악은 포기하고 군인이 되어 석연치 않은 형의 죽음을 파해친다. 어느 날 우연히 남한에서 온 한 여자 세리를 만나게 된다.
- 손예진 : 윤세리(32세) 역 (아역 김태연)

세리스초이스 대표. 재벌 2세로 태어나 뛰어난 미모에 능력까지 갖추고 있으며, 대기업 퀸즈의 상속녀다. 어느 날 본인이 개발한 패러글라이딩 장비를 시험비행을 직접 시행하다가 갑작스런 회오리바람으로 인해 북한으로 불시착하게 된다.
- 서지혜 : 서단(31세) 역 (아역 박서연)

리정혁의 약혼녀. 러시아에서 첼로를 전공하는 유학파이며 백화점을 운영하는 어머니로 인해 매우 풍족한 생활을 한다. 어릴 때부터 짝사랑한 정혁과 약혼을 하지만, 정혁은 그녀에게 관심조차 주지 않는다.
- 김정현 : 구승준(31세) 역

영국 국적, 세리의 파혼남. 세리의 작은오빠 세형에게서 1,000억 원을 사기치고 북한으로 들어와 사건이 무마될 때까지 숨여살려고 한다. 북한에 오게 된 세리를 만나게 되고 세형과 협상으로 그 위기에서 빠져나가려 한다. 그곳에서 서단과 엮이게 된다.

### 사택마을
- 김선영 : 나월숙(40세) 역 - 소위의 아내, 인민반장
- 김정난 : 마영애(45세) 역 - 대좌의 아내, 장교 사택마을 실세
- 장소연 : 현명순(38세) 역 - 만복의 아내
- 차청화 : 양옥금(39세) 역 - 소좌의 아내, 전직 아나운서, 현재 미용사

### 보위부
- 오만석 : 조철강(37세) 역 - 인민무력부 보위국 소좌, 꽃제비 출신
- 김영민 : 정만복(40세) 역 - 도감청실(통칭 귀때기) 소속 군인
- 김영필 : 김룡해 역 - 영애의 남편, 대좌

### 리정혁의 주변 인물

#### 정혁의 가족
- 전국환 : 리충렬(68세) 역 - 정혁의 아버지, 북한 총정치국장
- 정애리 : 김윤희(65세) 역 - 정혁의 어머니, 전직 인민배우
- 하석진 : 리무혁(34세) 역 - 정혁의 형, 대위, 7년 전 사망함 (특별출연)

#### 정혁의 부대원들
- 양경원 : 표치수(31세) 역 - 5중대 특무상사, 윤세리와 앙숙이다.
- 이신영 : 박광범(28세) 역 - 5중대 하사. 정혁과 신뢰 관계 돈독함.
- 유수빈 : 김주먹(23세) 역 - 5중대 중급병사, 열혈 한류 팬
- 탕준상 : 금은동(17세) 역 - 5중대 초급병사

### 윤세리의 주변 인물

#### 세리의 가족
- 남경읍 : 윤증평(67세) 역 - 아버지, 퀸즈그룹 회장
- 방은진 : 한정연(62세) 역 - 어머니
- 최대훈 : 윤세준(39세) 역 - 세리의 큰오빠, 퀸즈모터스 대표
- 황우슬혜 : 도혜지(36세) 역 - 세리의 첫째 올케, 세준의 아내, 전직 배우
- 박형수 : 윤세형(38세) 역 - 세리의 작은오빠, 세준의 동생, 퀸즈산업 대표
- 윤지민 : 고상아(38세) 역 - 세리의 둘째 올케, 세형의 아내

#### 세리의 회사 인물
- 고규필 : 홍창식(37세) 역 - 세리네 회사 홍보팀장
- 임철수 : 박수찬(37세) 역 - 세리의 생명보험 담당자

### 서단의 가족
- 장혜진 : 고명은(58세) 역 - 어머니, 평양백화점 사장
- 박명훈 : 고명석(55세) 역 - 외삼촌, 명은의 동생, 원스타

### 구승준의 주변 인물
- 홍우진 : 천 사장(56세) 역 - 북한 내 불법 키핑사업 실무자
- 윤상훈 : 오 과장 역 - 키핑사업 중간 브로커

### 그 외 인물
- 전진우 : 최 국장 역
- 황인준 : 북한 전당포 주인 역
- 권동호 : 세리스초이스 구매팀장 역
- 임성미 : 금순 역 - 사택마을 장마당 상인
- 우정원 : 사택마을 주민 역
- 김아라 : 사택마을 주민 역
- 오한결 : 정우필 역 - 정만복과 현명순의 아들
- 박승준 : 호영 역 - 나월숙의 아들
- 구준우 : 김남식 역 - 마영애의 아들
- 강영은 : 은별 역 - 양옥금의 딸
- 김민희
- 신보경
- 유나영
- 전슬아
- 윤지용
- 박철민
- 소준일
- 장의돈
- 김규섭
- 박지훈
- 이동용
- 임채선
- 김정한
- 김모범
- 김진아
- 박용
- 박은영
- 최담
- 아나스타샤 : 북한 거주중인 줄리아 역
- 우주혁
- 장은서 : 림진주 역
- 오영미
- 강병욱
- 김성모
- 조영미
- 정은정
- 권혁성
- 김주연
- 백성철
- 장문규
- 박영복
- 이동규
- 양택호
- 신나라
- 권반석
- 김태윤
- 나승현
- 주예린
- 윤대열
- 최서하
- 강형석 : 북한군 병사 역
- 박용진
- 김형명
- 김영호
- 조민규
- 조경현
- 조태일
- 손승범
- 김철윤
- 백승철 : 빠다치기 선박 선장 역
- 곽자형 : 신입 경비정장 역
- 차성제 : 꽃제비 역
- 안세빈 : 꽃제비의 동생 역
- 윤여학
- 손정림
- 진용욱
- 장인호
- 박건락
- 허승
- 이규회
- 이수정
- 박태준
- 김로사
- 박원희
- 조강연
- 양희성
- 임유란
- 장주연
- 김도현
- 박승찬
- 이원희
- 김현진
- 차상미
- 박범석
- 장연현
- 박도준
- 길금성
- 이종신
- 우정식
- 이종구
- 김종준
- 서지영
- 최지혜
- 문장미
- 윤설미[3]
- 조판수
- 김태영
- 김영희
- 이영진
- 최준혁
- 정휘성
- 이우주
- 정상현 : 우필을 괴롭히는 아이 역
- 한하랑 : 우필을 괴롭히는 아이 역
- 김윤주 : 단의 친구 진숙 역
- 선정화 : 미용실 원장 역
- 강찬양 : 평양제일호텔 직원 황옥심 역
- 정영훈
- 서희
- 정지환
- 최무인 : 황태웅 감찰국장 역
- 최준환
- 김현수
- 김세윤
- 박광일
- 이호정 : 평양 아미 현민지 역
- 고한민 : 사리원시 인민병원 의사 최진철 역
- 이상은 : 사리원시 인민병원 간호사 역
- 이랑서 : 사리원시 인민병원 간호사 역
- 신덕호 : 북한 국제육상대회 선수단 감독 역
- 노경
- 박수진
- 김오복
- 김미연
- 김가빈
- 김용운
- 박옥출
- 정혜경
- 함진성
- 윤복성
- 최홍일 : 사리원시 인민병원 원장 장소철 역
- 이승준
- 신준철 : 사리원시 인민병원 의사 역
- 김지현
- 최원 : 자남지구 변전소 감독관 역
- 김성인 : 키핑 숙소 경호원 역
- 장남부 : 당 군사위 군사부장 역
- 구본진
- 박시환
- 이창섭
- 주병하
- 남천우
- 윤환
- 윤혁진
- 김나인
- 문바롬
- 유호승
- 채희수
- 김남희
- 한예원
- 이시영
- 안소리
- 장예림
- 신건호
- 이동욱
- 허윤영
- 배성일
- 유승일
- 서정훈
- 정승욱
- 신미영 : 엘리베이터 운전공 역
- 장석권
- 문진기
- 구지혜 : 서단의 중학교 시절 친구 역
- 정예빈 : 서단의 중학교 시절 친구 역
- 김용진
- 설창희
- 조정윤
- 심나은
- 조희
- 정태원
- 김태훈
- 성찬호
- 김진구
- 박찬우
- 신동력
- 박선우
- 오재세
- 박원호
- 이정렬
- 한사명
- 박준영
- 정호
- 홍설
- 하경민
- 김범석
- 조연우
- 정영도
- 지성근 : 중국집 사장 역
- 곽영웅
- 박재원
- 김종호
- 김주원
- 오규택
- 여지훈
- 우재화
- 이상화
- 박효빈
- 김인선
- 경기현
- 노정환
- 이승희
- 신승용
- 공민규
- 남정우
- 이재원
- 김권
- 강로채
- 주연아
- 정영훈
- 서현규
- 장주연
- 김도형
- 미상 : 세리에게 예쁘다고 하는 강남 중국인 체류자 역
- 미상 : 뭐라고 하냐고 묻는 강남 중국인 체류자 역
- 미상 : 리정혁이 브로커와 싸운 사건 모른다고 하는 강남 중국인 체류자 역
- 김진구
- 성찬호 : 세리스초이스 임원 역
- 김시완
- 정경천
- 우재화
- 여지훈
- 이타
- 김준형
- 김범석
- 정동근
- 이주영
- 배성일
- 김영주
- 고동업
- 박경복
- 전은미 : 세리의 간병인 역
- 정원태
- 유정호 : 국정원 과장 역
- 박기륭 : 상관 역
- 여지훈
- 김주영
- 이수용
- 민정섭
- 전준우
- 남정우
- 이수용
- 민정섭
- 한동우
- 최승윤 : 국정원 요원 역
- 송호수
- 손동화
- 이용준
- 배성일
- 용진
- 윤차영
- 신용진
- 한도이
- 박수지
- 이환범
- 권구남
- 조준
- 김하솔 : 풍선 아이 역
- 송호수
- 손동화
- 이용준
- 신원우
- 동윤석
- 서진원
- 김광래
- 최한서
- 장남부
- 서명찬
- 허선행
- 최대호
- 송훈
- 강왕수
- 이병철

### 특별출연
- 정경호 : 차상우 역 - 세리의 전 남자친구 (1, 5, 7회)
- 박성웅 : 발바리차(택시) 기사 역 (4회)
- 나영희 : 북한 불법 웨딩드레스숍 사장 역 (7회)
- 김수현 : 동구 역[4] - 북한에서 파견한 간첩이지만 북한에서 지령이 내려오지 않아 기다리면서 잠적하고 있다가 리정혁을 찾으러 온 5중대원과 만복과 미주치게 된다 (10회)
- 김숙 : 무당 역 (11, 16회)
- 최지우 : 본인 역 (13회)

## 시청률
최저 시청률과 최고 시청률은 시청률 조사회사와 지역별로 시청률에 차이가 있을 수 있습니다.
| 2019년      | 2019년      | 2019년         | 2019년       | 2019년         |
| 회차        | 방송일      | AGB 시청률     | AGB 시청률   | TNmS 시청률    |
| 회차        | 방송일      | 대한민국(전국) | 수도권(서울) | 대한민국(전국) |
| ----------- | ----------- | -------------- | ------------ | -------------- |
| 제1회       | 12월 14일   | 6.074%         | 6.558%       | 6.9%           |
| 제2회       | 12월 15일   | 6.845%         | 7.841%       | 7.1%           |
| 제3회       | 12월 21일   | 7.414%         | 7.689%       | -              |
| 제4회       | 12월 22일   | 8.499%         | 9.409%       | 9.3%           |
| 제5회       | 12월 28일   | 8.730%         | 9.794%       | 8.0%           |
| 제6회       | 12월 29일   | 9.223%         | 9.535%       | -              |
| 2020년      |             |                |              |                |
| 제7회       | 1월 11일    | 9.394%         | 9.738%       | -              |
| 제8회       | 1월 12일    | 11.349%        | 12.031%      | -              |
| 제9회       | 1월 18일    | 11.516%        | 12.355%      | -              |
| 제10회      | 1월 19일    | 14.633%        | 15.903%      | -              |
| 제11회      | 2월 1일     | 14.238%        | 14.648%      | -              |
| 제12회      | 2월 2일     | 15.933%        | 16.413%      | 16.0%          |
| 제13회      | 2월 8일     | 14.097%        | 14.620%      | -              |
| 제14회      | 2월 9일     | 17.705%        | 18.612%      | -              |
| 제15회      | 2월 15일    | 17.066%        | 17.406%      | -              |
| 제16회      | 2월 16일    | 21.683%        | 23.249%      | 20.3%          |
| 평균 시청률 | 평균 시청률 | 12.150%        | 12.862%      | -              |
|             |             |                |              |                |
| 스페셜      |             |                |              |                |
| 제1회       | 1월 4일     | 3.810%         | 4.253%       | -              |
| 제2회       | 1월 5일     | 2.975%         | 3.252%       | -              |
| 제3회       | 1월 25일    | 4.180%         | 4.283%       | -              |

## OST

### Part.1
| #            | 제목                       | 작사         | 작곡         | 재생 시간 |
| ------------ | -------------------------- | ------------ | ------------ | --------- |
| 1.           | 〈우연인 듯 운명〉 (10CM)  | 정구현       | 정구현       | 3:51      |
| 2.           | 〈우연인 듯 운명 (inst.)〉 |              | 정구현       | 3:51      |
| 총 재생 시간 | 총 재생 시간               | 총 재생 시간 | 총 재생 시간 | 7:42      |

### Part.2
| #            | 제목                | 작사           | 작곡               | 재생 시간 |
| ------------ | ------------------- | -------------- | ------------------ | --------- |
| 1.           | 〈Flower〉 (윤미래) | 남혜승, 박진호 | 남혜승, Surf Green | 4:12      |
| 2.           | 〈Flower (inst.)〉  |                | 남혜승, Surf Green | 4:12      |
| 총 재생 시간 | 총 재생 시간        | 총 재생 시간   | 총 재생 시간       | 8:24      |

### Part.3
| #            | 제목              | 작사         | 작곡         | 재생 시간 |
| ------------ | ----------------- | ------------ | ------------ | --------- |
| 1.           | 〈노을〉 (다비치) | 박우상       | 박우상       | 3:36      |
| 2.           | 〈노을 (inst.)〉  |              | 박우상       | 3:36      |
| 총 재생 시간 | 총 재생 시간      | 총 재생 시간 | 총 재생 시간 | 7:12      |

### Part.4
| #            | 제목                       | 작사               | 작곡               | 재생 시간 |
| ------------ | -------------------------- | ------------------ | ------------------ | --------- |
| 1.           | 〈다시 난, 여기〉 (백예린) | 남혜승, Surf Green | 남혜승, Surf Green | 3:54      |
| 2.           | 〈다시 난, 여기 (inst.)〉  |                    | 남혜승, Surf Green | 3:54      |
| 총 재생 시간 | 총 재생 시간               | 총 재생 시간       | 총 재생 시간       | 7:48      |

### Part.5
| #            | 제목                   | 작사         | 작곡         | 재생 시간 |
| ------------ | ---------------------- | ------------ | ------------ | --------- |
| 1.           | 〈어떤 날엔〉 (김재환) | 김호경       | 1601         | 4:18      |
| 2.           | 〈어떤 날엔 (inst.)〉  |              | 1601         | 4:18      |
| 총 재생 시간 | 총 재생 시간           | 총 재생 시간 | 총 재생 시간 | 8:36      |

### Part. 6
| #            | 제목                        | 작사           | 작곡               | 재생 시간 |
| ------------ | --------------------------- | -------------- | ------------------ | --------- |
| 1.           | 〈내 마음의 사진〉 (송가인) | 남혜승, 김경희 | 남혜승, Surf Green | 4:32      |
| 2.           | 〈내 마음의 사진 (inst.)〉  |                | 남혜승, Surf Green | 4:32      |
| 총 재생 시간 | 총 재생 시간                | 총 재생 시간   | 총 재생 시간       | 9:04      |

### Part.7
| #            | 제목                                | 작사           | 작곡           | 재생 시간 |
| ------------ | ----------------------------------- | -------------- | -------------- | --------- |
| 1.           | 〈그리움의 언덕〉 (에이프릴 세컨드) | 남혜승, 김경희 | 남혜승, 김경희 | 3:55      |
| 2.           | 〈너와 나의 그 계절〉               |                | 남혜승, 박상희 | 3:47      |
| 총 재생 시간 | 총 재생 시간                        | 총 재생 시간   | 총 재생 시간   | 7:42      |

### Part.8
| #            | 제목                     | 작사          | 작곡          | 재생 시간 |
| ------------ | ------------------------ | ------------- | ------------- | --------- |
| 1.           | 〈나의 모든 날〉 (세정)  | 남혜승, B.a.B | 남혜승, B.a.B | 3:58      |
| 2.           | 〈나의 모든 날 (inst.)〉 |               | 남혜승, B.a.B | 3:58      |
| 총 재생 시간 | 총 재생 시간             | 총 재생 시간  | 총 재생 시간  | 7:56      |

### Part.9
| #            | 제목                    | 작사         | 작곡         | 재생 시간 |
| ------------ | ----------------------- | ------------ | ------------ | --------- |
| 1.           | 〈좋다〉 (소수빈, 소희) | 이건, 최은혜 | 이건         | 3:39      |
| 2.           | 〈좋다 (inst.)〉        |              | 이건         | 3:39      |
| 총 재생 시간 | 총 재생 시간            | 총 재생 시간 | 총 재생 시간 | 7:18      |

### Part.10
| #            | 제목                           | 작사         | 작곡                           | 재생 시간 |
| ------------ | ------------------------------ | ------------ | ------------------------------ | --------- |
| 1.           | 〈둘만의 세상으로 가〉 (Crush) | 동우석       | 동우석, 유정현(POPKID), 제인스 | 3:41      |
| 2.           | 〈둘만의 세상으로 가 (inst.)〉 |              | 동우석, 유정현(POPKID), 제인스 | 3:41      |
| 총 재생 시간 | 총 재생 시간                   | 총 재생 시간 | 총 재생 시간                   | 7:22      |

### Part.11
| #            | 제목                       | 작사           | 작곡           | 재생 시간 |
| ------------ | -------------------------- | -------------- | -------------- | --------- |
| 1.           | 〈마음을 드려요〉 (아이유) | 남혜승, 박진호 | 남혜승, 박진호 | 4:40      |
| 2.           | 〈마음을 드려요 (inst.)〉  |                | 남혜승, 박진호 | 4:40      |
| 총 재생 시간 | 총 재생 시간               | 총 재생 시간   | 총 재생 시간   | 9:20      |

### 사랑의 불시착 OST

#### Disk 1
| #            | 제목                                      | 작사               | 작곡               | 재생 시간 |
| ------------ | ----------------------------------------- | ------------------ | ------------------ | --------- |
| 1.           | 〈우연인 듯 운명〉 (10CM)                 | 정구현             | 정구현             | 3:51      |
| 2.           | 〈Flower〉 (윤미래)                       | 남혜승, 박진호     | 남혜승, Surf Green | 4:12      |
| 3.           | 〈노을〉 (다비치)                         | 박우상             | 박우상             | 3:36      |
| 4.           | 〈다시 난, 여기〉 (백예린)                | 남혜승, Surf Green | 남혜승, Surf Green | 3:54      |
| 5.           | 〈어떤 날엔〉 (김재환)                    | 김호경             | 1601               | 4:18      |
| 6.           | 〈시그리스빌 (Title Full Ver.)〉 (김경희) |                    |                    | 3:42      |
| 7.           | 〈고향의 봄〉                             |                    |                    | 4:47      |
| 8.           | 〈그날의 바람〉                           |                    |                    | 4:58      |
| 9.           | 〈형을 위한 노래 (Feat. 정혁)〉           |                    |                    | 4:21      |
| 10.          | 〈나의 동무여〉                           |                    |                    | 5:15      |
| 11.          | 〈들꽃처럼〉                              |                    |                    | 4:36      |
| 12.          | 〈세리를 향한 정혁의 시간〉               |                    |                    | 1:48      |
| 13.          | 〈함께 걷던 순간〉                        |                    |                    | 2:34      |
| 14.          | 〈세리스 초이스〉                         |                    |                    | 1:54      |
| 총 재생 시간 | 총 재생 시간                              | 총 재생 시간       | 총 재생 시간       | 53:46     |

#### Disk 2
| #            | 제목                                        | 작사           | 작곡                           | 재생 시간 |
| ------------ | ------------------------------------------- | -------------- | ------------------------------ | --------- |
| 1.           | 〈내 마음의 사진〉 (송가인)                 | 남혜승, 김경희 | 남혜승, Surf Green             | 4:32      |
| 2.           | 〈그리움의 언덕〉 (에이프릴 세컨드)         | 남혜승, 김경희 | 남혜승, 김경희                 | 3:55      |
| 3.           | 〈나의 모든 날〉 (세정)                     | 남혜승, B.a.B  | 남혜승, B.a.B                  | 3:58      |
| 4.           | 〈좋다〉 (소수빈, 소희)                     | 이건, 최은혜   | 이건                           | 3:25      |
| 5.           | 〈둘만의 세상으로 가〉 (Crush)              | 동우석         | 동우석, 유정현(POPKID), 제인스 | 3:41      |
| 6.           | 〈마음을 드려요〉 (아이유)                  | 남혜승, 박진호 | 남혜승, 박진호                 | 4:40      |
| 7.           | 〈영애동지와 마을 사람들〉                  |                |                                | 3:14      |
| 8.           | 〈치수와 세리〉                             |                |                                | 3:14      |
| 9.           | 〈형을 위한 노래(Orchestra Ver.)〉          |                |                                | 4:35      |
| 10.          | 〈단이〉                                    |                |                                | 0:53      |
| 11.          | 〈같은 하늘, 다른 세상〉                    |                |                                | 3:18      |
| 12.          | 〈소풍〉                                    |                |                                | 3:12      |
| 13.          | 〈너와 나의 그 계절〉                       |                |                                | 3:47      |
| 14.          | 〈그날이 오면〉                             |                |                                | 4:22      |
| 15.          | 〈Sigriswil (Opening Title Ver.)〉 (김경희) |                |                                | 0:42      |
| 총 재생 시간 | 총 재생 시간                                | 총 재생 시간   | 총 재생 시간                   | 51:28     |

## 결방 및 사유
- 2020년 1월 4일 ~ 1월 5일 : 안전한 촬영과 제작현장 확보를 위해 결방하고 〈사랑의 불시착 스페셜 - 사랑불을 켜라〉 편성.[7]
- 2020년 1월 25일 ~ 1월 26일 : 설 연휴로 인한 결방,[8] 〈사랑의 불시착 스페셜 - 설 선물 세트〉와 설 특집 영화 《극한직업》을 각각 대체 편성.

## 참고 사항
- CJ ENM에서는 본 프로그램을 2020년 2월 1주(2월 3일 ~ 2월 9일) 콘텐츠 영향력 지수(CONTENT POWER INDEX) 비드라마 종합순위 1위로 선정했으며, 331.2점을 받았다.
- CJ ENM에서는 본 프로그램을 2020년 2월 2주(2월 10일 ~ 2월 16일) 콘텐츠 영향력 지수(CONTENT POWER INDEX) 비드라마 종합순위 1위로 선정했으며, 338.0점을 받았다.

## 촬영지
- 안면도 북한군 사택마을 세트장
- 서귀포 치유의 숲
- 스위스 피르스트
- 스위스 클라이네샤이데크
- 스위스 시그리스빌 파노라마 브릿지
- 울란바토르 역
- 울프강 스테이크 하우스 청담
- 아크레도 청담
- BUAM7
- BBQ 치킨 이대점
- BBQ 치킨앤비어 아산테크노밸리점
- BBQ 치킨 일산호수공원점
- 정자 엠코헤리츠
- 한탄강 하늘다리
- 신제물포 구락부 스튜디오
- 영림홈앤리빙 인천갤러리
- 인천 영종도 선녀바위 해변
- 별마로 천문대
- 비내섬
- 탄금호 무지개섬
- 충주 중앙탑 사적공원
- 신비의 도로
- 담양 레이나 C.C
- 코모도호텔 부산

## 수상 및 후보
| 연도 | 시상식                    | 부문                      | 수상작(자)    | 결과 | 출처 |
| ---- | ------------------------- | ------------------------- | ------------- | ---- | ---- |
| 2020 | 제56회 백상예술대상       | TV부문 드라마 작품상      | 사랑의 불시착 | 후보 |      |
| 2020 | 제56회 백상예술대상       | TV부문 남자 최우수연기상  | 현빈          | 후보 |      |
| 2020 | 제56회 백상예술대상       | TV부문 여자 최우수연기상  | 손예진        | 후보 |      |
| 2020 | 제56회 백상예술대상       | TV부문 연출상             | 이정효        | 후보 |      |
| 2020 | 제56회 백상예술대상       | TV부문 남자 조연상        | 양경원        | 후보 |      |
| 2020 | 제56회 백상예술대상       | TV부문 여자 조연상        | 김선영        | 수상 |      |
| 2020 | 제56회 백상예술대상       | TV부문 여자 조연상        | 서지혜        | 후보 |      |
| 2020 | 제56회 백상예술대상       | TV부문 극본상             | 박지은        | 후보 |      |
| 2020 | 제56회 백상예술대상       | 틱톡 인기상               | 현빈          | 수상 |      |
| 2020 | 제56회 백상예술대상       | 틱톡 인기상               | 손예진        | 수상 |      |
| 2020 | 제56회 백상예술대상       | 바자 아이콘상             | 서지혜        | 수상 |      |
| 2020 | 제15회 서울 드라마 어워즈 | 미니시리즈 작품상         | 사랑의 불시착 | 후보 |      |
| 2020 | 제15회 서울 드라마 어워즈 | 한류 드라마 우수 작품상   | 사랑의 불시착 | 수상 |      |
| 2020 | 제15회 서울 드라마 어워즈 | 한류 드라마 여자 연기자상 | 손예진        | 수상 |      |

## 같이 보기
- 대한민국의 텔레비전 드라마 목록 (ㅅ)
- 2019년 대한민국의 텔레비전 드라마 목록